# (8578) Shojikato
(8578) Shojikato – planetoida z pasa głównego asteroid okrążająca Słońce w ciągu 5 lat i 73 dni w średniej odległości 3,01 au. Została odkryta 19 listopada 1996 roku w obserwatorium astronomicznym w Ōizumi przez Takao Kobayashiego. Nazwa planetoidy pochodzi od Shoji Kato (ur. 1935), emerytowanego profesora Uniwersytetu w Kioto, zajmującego się badaniami teorii dotyczących drgań i fal w akrecji dysków osadzonych w galaktycznych aktywnych jądach oraz dyskami proto-planetarnymi. Przed nadaniem nazwy planetoida nosiła oznaczenie tymczasowe (8578) 1996 WZ.